# Fiwaga
Fiwaga, skupina Papuanaca porijeklom od plemena Foi, oko 300 pripadnika (1981 Wurm and Hattori) nastanjenih u južnom dijelu provincije Southern Highlands na Papui Novoj Gvineji. Fiwage govore posebnim jezkom članom transnovogvinejske porodice, uže skupine Kutubuan.
Australski antropolog James F. Weiner naziva ih klanom Foia, koji su dalje podijeljeni na pod-klanove i lineage (loze).